# Voleibol Masculino en los Juegos Panafricanos de 2015
El Voleibol Masculino en los Juegos Panafricanos de 2015 se llevó a cabo entre los días 4 y 15 de septiembre de 2015 en Brazzaville, capital de la República del Congo y contó con la participación de 12 selecciones del continente africano, aunque una de ellas abandonó el torneo.
Argelia venció al anfitrión Congo en la final para coronarse campeón por segunda ocasión.

## Participantes
| - Argelia - Egipto - Camerún - Cabo Verde | - Ghana - Ruanda - Congo - Nigeria | - Botsuana - Gambia - Mozambique - Seychelles |

## Fase de grupos

### Grupo A
| País                | G                  | G2                 | P                  | P2                 | SF                 | SC                 | PF                 | PC                 | Pts                |
| ------------------- | ------------------ | ------------------ | ------------------ | ------------------ | ------------------ | ------------------ | ------------------ | ------------------ | ------------------ |
| República del Congo | 3                  | 1                  | 0                  | 0                  | 12                 | 3                  | 354                | 305                | 11                 |
| Egipto              | 3                  | 0                  | 0                  | 1                  | 11                 | 4                  | 368                | 310                | 10                 |
| Nigeria             | 2                  | 0                  | 2                  | 0                  | 8                  | 6                  | 334                | 304                | 6                  |
| Mozambique          | 1                  | 0                  | 3                  | 0                  | 3                  | 9                  | 225                | 295                | 3                  |
| Botsuana            | 0                  | 0                  | 4                  | 0                  | 0                  | 12                 | 246                | 313                | 0                  |
| Gambia              | Abandonó el torneo | Abandonó el torneo | Abandonó el torneo | Abandonó el torneo | Abandonó el torneo | Abandonó el torneo | Abandonó el torneo | Abandonó el torneo | Abandonó el torneo |

| Fecha  | Local      | Resultado | Vista               | 1     | 2     | 3     | 4     | 5     |
| ------ | ---------- | --------- | ------------------- | ----- | ----- | ----- | ----- | ----- |
| 2 Sep  | Egipto     | 3–0       | Mozambique          | 25–14 | 25–22 | 25–14 | –     | -     |
| 3 Sep  | Nigeria    | 3–0       | Botsuana            | 25–18 | 25–22 | 25–15 | –     | –     |
| 5 Sep  | Egipto     | 3–0       | Botsuana            | 25–14 | 25–20 | 38–36 | –     | –     |
| 5 Sep  | Nigeria    | 1–3       | República del Congo | 20–25 | 27–29 | 25–19 | 23–25 | –     |
| 7 Sep  | Nigeria    | 3–0       | Mozambique          | 25–17 | 25–20 | 25–15 | –     | –     |
| 7 Sep  | Botsuana   | 0–3       | República del Congo | 19–25 | 16–25 | 19–25 | –     | –     |
| 9 Sep  | Mozambique | 0–3       | República del Congo | 14–25 | 10–25 | 26–28 | –     | –     |
| 9 Sep  | Egipto     | 3–1       | Nigeria             | 25–21 | 24–26 | 25–21 | 25–21 | –     |
| 11 Sep | Botsuana   | 0–3       | Mozambique          | 23–25 | 21–25 | 23–25 | –     | –     |
| 11 Sep | Egipto     | 2–3       | República del Congo | 21–25 | 25–19 | 25–19 | 22–25 | 13–15 |

### Grupo B
| País       | G | G2 | P | P2 | SF | SC | PF  | PC  | Pts |
| ---------- | - | -- | - | -- | -- | -- | --- | --- | --- |
| Argelia    | 4 | 1  | 0 | 0  | 15 | 4  | 467 | 367 | 14  |
| Ruanda     | 3 | 0  | 1 | 1  | 12 | 8  | 462 | 463 | 10  |
| Camerún    | 3 | 0  | 2 | 0  | 11 | 7  | 443 | 384 | 9   |
| Ghana      | 3 | 0  | 2 | 0  | 10 | 7  | 394 | 373 | 9   |
| Cabo Verde | 1 | 0  | 2 | 0  | 3  | 14 | 302 | 406 | 3   |
| Seychelles | 0 | 0  | 4 | 1  | 4  | 15 | 372 | 447 | 1   |

| Fecha  | Local      | Resultado | Vista      | 1     | 2     | 3     | 4     | 5     |
| ------ | ---------- | --------- | ---------- | ----- | ----- | ----- | ----- | ----- |
| 2 Sep  | Seychelles | 2–3       | Cabo Verde | 21–25 | 25–22 | 25–18 | 23–25 | 12–15 |
| 2 Sep  | Camerún    | 3–0       | Ghana      | 25–20 | 25–22 | 25–14 | –     | –     |
| 3 Sep  | Argelia    | 3–2       | Ruanda     | 27–29 | 25–17 | 25–19 | 24–26 | 15–10 |
| 6 Sep  | Ruanda     | 1–3       | Ghana      | 20–25 | 27–29 | 25–22 | 27–25 | –     |
| 6 Sep  | Argelia    | 3–0       | Seychelles | 25–16 | 25–10 | 25–16 | –     | –     |
| 6 Sep  | Camerún    | 3–0       | Cabo Verde | 25–16 | 25–14 | 25–16 | –     | –     |
| 8 Sep  | Cabo Verde | 0–3       | Ghana      | 20–25 | 17–25 | 16–25 | –     | –     |
| 8 Sep  | Argelia    | 3–1       | Camerún    | 29–27 | 27–25 | 24–26 | 25–21 | –     |
| 8 Sep  | Ruanda     | 3–1       | Seychelles | 25–23 | 25–23 | 19–25 | 25–19 | –     |
| 10 Sep | Seychelles | 0–3       | Ghana      | 15–25 | 14–25 | 23–25 | –     | –     |
| 10 Sep | Camerún    | 1–3       | Ruanda     | 25–16 | 27–29 | 23–25 | 21–25 | –     |
| 10 Sep | Argelia    | 3–0       | Cabo Verde | 25–8  | 25–15 | 25–17 | –     | –     |
| 12 Sep | Argelia    | 3–1       | Ghana      | 21–25 | 25–17 | 25–20 | 25–23 | –     |
| 12 Sep | Ruanda     | 3–0       | Cabo Verde | 25–17 | 25–23 | 25–18 | –     | –     |
| 12 Sep | Camerún    | 3–1       | Seychelles | 25–22 | 23–25 | 5–15  | 25–20 | –     |

## Fase Final

### Semifinales
| Fecha  | Local               | Resultado | Vista  | 1     | 2     | 3     | 4     | 5    |
| ------ | ------------------- | --------- | ------ | ----- | ----- | ----- | ----- | ---- |
| 13 Sep | República del Congo | 3–1       | Ruanda | 25–23 | 20–25 | 25–18 | 25–23 | –    |
| 13 Sep | Argelia             | 3–2       | Egipto | 25–16 | 20–25 | 19–25 | 25–18 | 15–6 |

### Medalla de Bronce
| Fecha  | Local  | Resultado | Vista  | 1     | 2     | 3     | 4     | 5     |
| ------ | ------ | --------- | ------ | ----- | ----- | ----- | ----- | ----- |
| 14 Sep | Egipto | 3–2       | Ruanda | 25–27 | 26–24 | 24–26 | 25–17 | 15–13 |

### Final
| Fecha  | Local   | Resultado | Vista               | 1     | 2     | 3     |
| ------ | ------- | --------- | ------------------- | ----- | ----- | ----- |
| 14 Sep | Argelia | 3–0       | República del Congo | 25–20 | 25–22 | 27–25 |